# Geórgios Kalarás
Geórgios Kalarás (grec moderne : Γεώργιος Καλαράς), né en 1781 et mort le 23 décembre 1824 était un combattant et homme politique grec qui participa à la guerre d'indépendance grecque.
Il était issu d'une famille originaire d'Agionóri en Corinthie. Il fit des études de médecine à Pise ; sa thèse en grec portait sur « Une Idée générale de quelques qualités des corps et de la nature et des qualités de la température ». Il pourrait être l'auteur ou un des auteurs du pamphlet politique Nomarchie hellénique paru en Italie du nord en 1806. On retrouve d'importantes similitudes de style entre sa thèse et le texte du pamphlet.
En 1818, il fut initié dans la Filikí Etería. Il participa aux combats de la guerre d'indépendance, tels que la bataille des Dervénakia.
Il fut membre de la Gérousie du Péloponnèse puis élu de sa région natale à l'assemblée nationale d'Astros en 1823. Il fut membre du Bouleutikó.
Il mourut de pneumonie en 1824.

## Sources
- (el) Phótios Chrysanthópoulos, Βίοι Πελοποννησίων ανδρών και των εξώθεν εις την Πελοπόννησον ελθόντων κληρικών, στρατιωτικών και πολιτικών των αγωνισαμένων τον αγώνα της επαναστάσεως, Athènes, Stávros Andrópoulos,‎ 1888, 335 p. (lire en ligne) p. 58
- (en) Paschalis Kitromilides, « From Republican Patriotism to National Sentiment », European journal of political theory, vol. 5, no 1,‎ janvier 2006, p. 50-60
- (el) Parlement grec, Μητρώο Πληρεξουσίων, Γερουσαστών και Βουλευτών. 1822-1935, Athènes, Parlement grec,‎ 1986, 159 p. (lire en ligne) [PDF]